# Francesco Guido Ravinale

Bischofswappen von Francesco Guido Ravinale

Francesco Guido Ravinale (* 17. April 1943 in Biella, Italien) ist ein italienischer Geistlicher und emeritierter römisch-katholischer Bischof von Asti.

## Leben
Francesco Guido Ravinale empfing am 15. September 1973 das Sakrament der Priesterweihe.
Am 21. Februar 2000 ernannte ihn Papst Johannes Paul II. zum Bischof von Asti. Der Erzbischof von Turin, Severino Kardinal Poletto, spendete ihm am 25. März desselben Jahres die Bischofsweihe; Mitkonsekratoren waren der Erzbischof von Vercelli, Enrico Masseroni, und der Bischof von Biella, Massimo Giustetti. Die Amtseinführung erfolgte am 2. April 2000.
Papst Franziskus nahm am 16. August 2018 seinen altersbedingten Rücktritt an.